# Théorie de l'intégration des caractéristiques
La théorie de l'intégration des caractéristiques, ou théorie de l’intégration des traits, traductions de l'anglais feature integration theory, est une théorie de l'attention et de la perception visuelle développée par Anne Treisman et Garry Gelade au début des années 1980.
Cette théorie cherche à expliquer le traitement précoce de l'information visuelle, aux stades pré-attentif et attentif, et en particulier la perception et la synthèse des différentes caractéristiques visuelles d'un objet perçu.

## Étapes

### Dimensions et caractéristiques

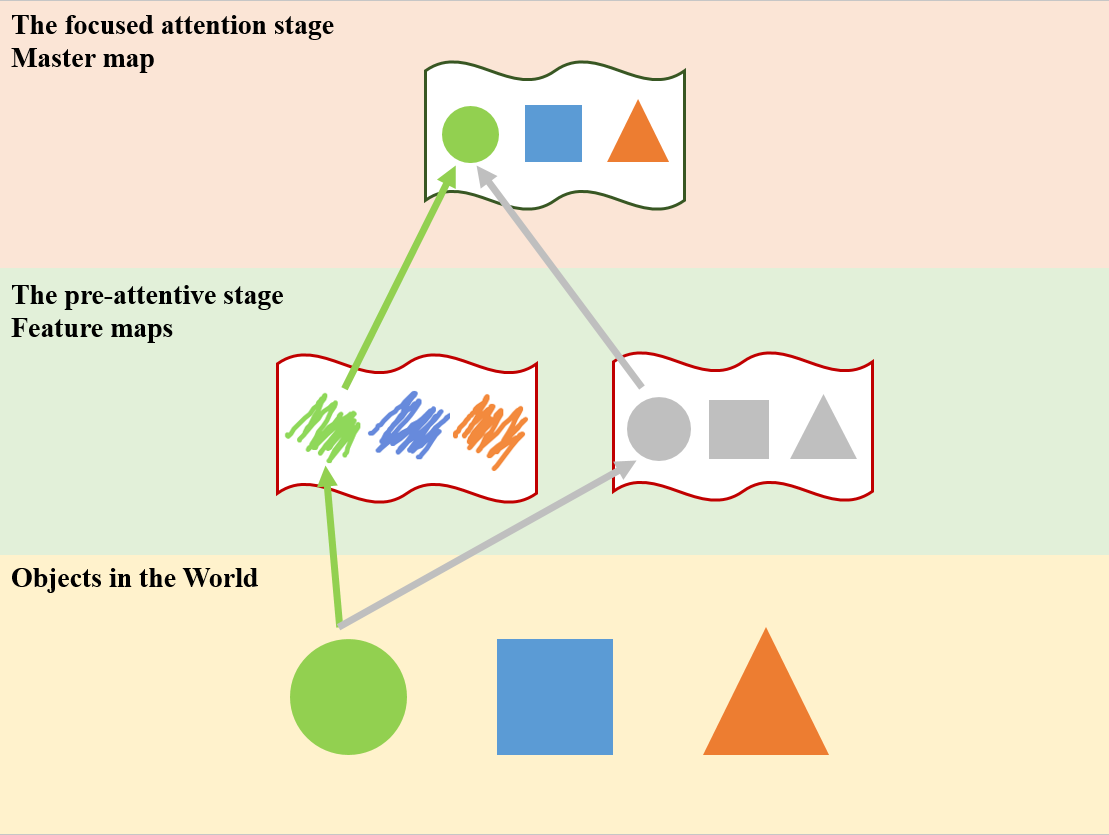
Le principe de la théorie : les objets ne sont identifiés au stade pré-attentif que par leurs attributs, pris un à un, avant d'être reconnus au stade attentif comme des objets possédant chacun tous ces attributs.

Dans la théorie de l'intégration des caractéristiques, les auteurs définissent les « dimensions », autrement dit les attributs des objets vus, telles que la forme, la couleur, l'orientation, la taille. Les « caractéristiques » ou « traits » sont les différents paramètres que peuvent prendre ces attributs, par exemple une nuance de couleur particulière.

### Stade pré-attentif

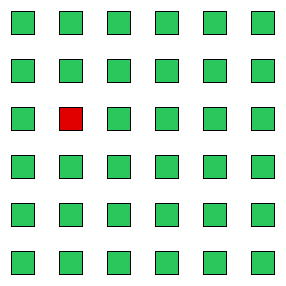
La détection de la différence d'une seule caractéristique d'un objet est réalisée au stade pré-attentif.

Dans la théorie de l'intégration des caractéristiques, deux étapes sont distinguées. La première, au stade pré-attentif, est qualifiée de « vision précoce ». Les attributs de base des objets y sont codés de manière indépendante et parallèle par des récepteurs spécialisés, qu'on peut représenter sur des plans distincts. La théorie de l'intégration postule que ce traitement aboutit à la construction de cartes de caractéristiques. La constitution de l'unité structurale des objets vus est réalisée par la conjonction des différentes caractéristiques codées au même emplacement des cartes,.
Dans cette phase pré-attentive, la vision n'identifie pas des objets (« object-based attention ») mais des régions de l'espace (« space-based attention ») formant un agglomérat de caractéristiques sans organisation spatiale. Durant cette phase de vision précoce, la recherche visuelle d’une cible se distinguant de distracteurs environnant par un trait unique est facilement réalisée, grâce à un phénomène dit de « pop-out » : la détection de la différence est réalisée au stade pré-attentionnel, avec la même facilité quel que soit le nombre de distracteurs.

### Stade attentif

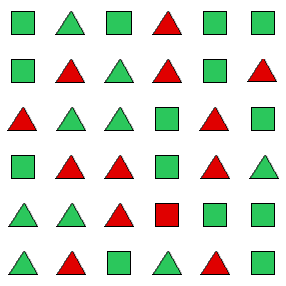
La conjonction de caractéristiques d'ordre différent, ici la détection d'un carré rouge, nécessite la mise en œuvre de fonctions d'attention.

La théorie de l'intégration des caractéristiques postule que la hiérarchisation de traitement est fonction de la nature parallèle ou séquentielle des mécanismes de traitement. Lors de la première étape pré-attentive, chacune des caractéristiques est disjointe des autres et peut être perçue indépendamment, sans focalisation sur une caractéristique particulière. En revanche, lors de la seconde étape attentive, une focalisation sur un champ visuel restreint, dite « localisation spatiale », est nécessaire. Cette phase est séquentielle dans la mesure où l'information traitée est nécessairement plus restreinte dans son étendue spatiale.
Lors de cette seconde étape, si la distinction de la cible nécessite la prise en compte d’une conjonction de caractéristiques d'ordre différent, la détection devient plus difficile et prend d’autant plus de temps que le nombre de distracteurs augmente. Selon la théorie de l’intégration des traits, l'observateur doit alors prendre en compte des relations (« binding ») entre caractéristiques, ce qui implique une attention et une mise en œuvre de ressources.
Face à une telle tâche, si l'attention ne peut être mobilisée du fait de la présence d'une autre tâche requérant les fonctions d'attention, des conjonctions illusoires peuvent se produire entre les caractéristiques de deux objets, particulièrement s'il y a similarité de couleur.